# Een raadselachtig ongeval
Een raadselachtig ongeval is een jeugdboek voor 14-jarigen van Harald Rosenløw Eeg. Het verscheen oorspronkelijk in het Noors onder de titel Alt annet enn pensum en werd vertaald door Bernadette Custers.

## Inhoud
Wanneer Klaus met zijn moeder naar Oslo verhuist, krijgt hij les op dezelfde school waar zijn moeder begint als lerares. Eenmaal in zijn nieuwe klas begonnen, zijn er enkele huiveringwekkende voorvallen zoals een ongeluk waarbij een jongen overlijdt.
Klaus krijgt het digitale handboek van de jongen in handen en vraagt zich af of er wel sprake was van een ongeluk. Hij wordt steeds verder in een gevaarlijk spel getrokken en kan niemand meer vertrouwen, zelfs zichzelf niet meer.